# Valeri Neverov

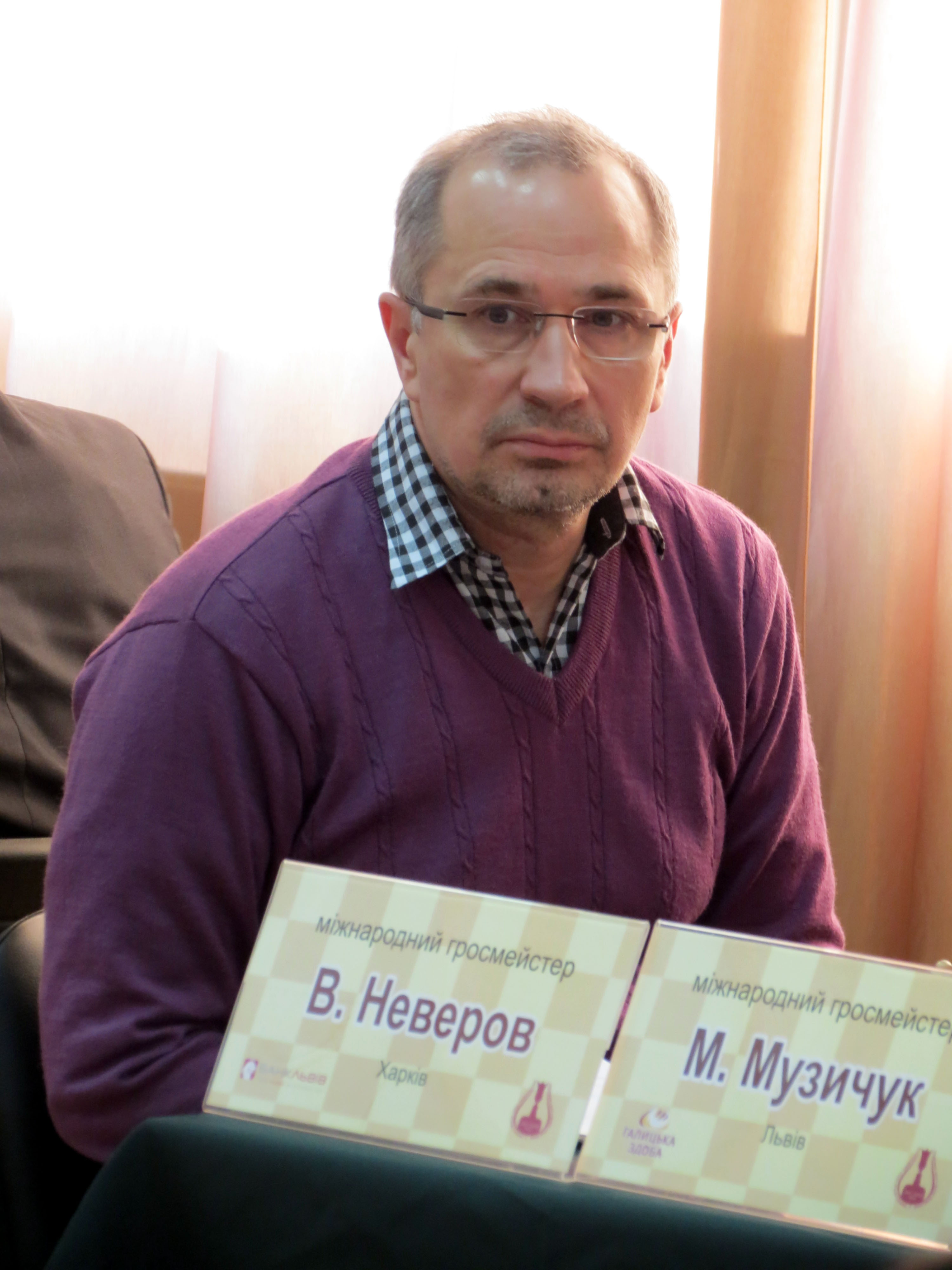
V. Neverov in 2015

Valeri Konstantinovitsj Neverov (Oekraïens: Валерій Костянтинович Невєров) (Kharkiv, 21 juni 1964) is een Oekraïense schaker met een FIDE-rating van 2501 in 2016. Hij is sinds 1991 een grootmeester. Hij was 4 maal kampioen van Oekraïne: in 1983, 1985, 1988 en 1996.

## Schaakcarrière
In 1986 werd hij Internationaal Meester (IM), in 1991 grootmeester (GM). In 1991 won Neverov het Capablanca Memorial toernooi in Havana. In 1994 won hij de Politiken Cup. Hij speelde in 2002 voor Oekraïne in de 35e Schaakolympiade in Bled. Hij nam in 2004 deel aan het FIDE Wereldkampioenschap schaken, maar werd in de eerste ronde uitgeschakeld door  Shakhriyar Mamedyarov.  Van 24 augustus t/m 2 september 2005 werd in Rivne (Oekraïne) het kampioenschap van Oekraïne gespeeld waarin Neverov op de vierde plaats eindigde; het knock-outtoernooi werd gewonnen door Aleksandr Aresjtsjenko. Neverov won in  2006 het  Hastings International Chess Congress. In 2007 werd hij op het Hastings International Chess Congress gedeeld eerste met  Merab Gagunashvili, in 2008 werd hij gedeeld eerste met  Nidjat Mamedov en Vadim Malakhatko.

## Externe koppelingen
- (en)   Informatie over schaakpartijen van Valeri Neverov op ChessGames.com
- (en)   Informatie over schaakpartijen van Valeri Neverov op 365chess.com
- (en)  FIDE-ratinggegevens voor Valeri Neverov